# Papiaru (Rakvere)
Papiaru is een plaats in de Estlandse gemeente Rakvere vald, provincie Lääne-Virumaa. De plaats telt 25 inwoners (2021) en heeft de status van dorp (Estisch: küla).
Papiaru lag tot in oktober 2017 in de gemeente Sõmeru. In die maand ging Sõmeru op in de gemeente Rakvere vald.
De plaats ligt direct ten noorden van de provinciehoofdstad Rakvere. De rivier Selja loopt over een korte afstand langs de noordgrens van het dorp.

## Geschiedenis
Papiaru staat pas sinds de vroege jaren dertig van de 20e eeuw op de kaarten. In 1939 kreeg het officieel de status van dorp. Tussen 1977 en 1997 maakte het dorp deel uit van het oostelijke buurdorp Roodevälja.